# Superman/Batman: Public Enemies
Superman/Batman: Public Enemies (sinngemäß etwa Superman/Batman: Staatsfeinde) ist ein US-amerikanischer Zeichentrickfilm aus dem Jahr 2009, der am 29. September 2009 direkt auf DVD veröffentlicht wurde.
Er stellt eine Adaption des Handlungsstrangs Public Enemies der Crossover-Comicreihe Superman/Batman des US-Comicverlages DC Comics dar und dreht sich um ein gemeinsames Abenteuer der Superhelden Batman und Superman.

## Handlung
Die Welt befindet sich in einer Wirtschaftskrise. Die Arbeitslosigkeit steigt und mit ihr die Kriminalitätsrate. Zunächst belächelt, kandidiert ein vermeintlich geläuterter Lex Luthor für das Amt des Präsidenten der Vereinigten Staaten und wird wider Erwarten schließlich in das Amt gewählt. Luthor gelingt es das Land aus der Krise zu führen, so dass schließlich auch eine Reihe von Meta-Wesen (Menschen mit besonderen Fähigkeiten bzw. Superkräften) ihn für geläutert erklären und sich ihm zum Wohle des Landes unterstellen. Zu diesen Meta-Wesen gehören Captain Atom, dessen früherer Erzwidersacher Major Force, Power Girl und Captain Marvel. Nur wenige misstrauen Luthor nach wie vor. Zu diesen Skeptikern gehört insbesondere Superman, der schon zu oft hinter Luthors dunkle Machenschaften gekommen war, sowie Supermans guter Freund Batman.
Als ein riesiger Kryptonit-Meteor droht die Erde zu zerstören und Luthors Plan dies mittels eines Geschwaders von Atomraketen zu verhindern fehlschlägt, möchte Luthor sich mit Superman treffen, um vermeintlich ihre Differenzen beizulegen und einen Weg zu erörtern die Erde zu retten. Luthor missbraucht das Treffen jedoch, um Superman in eine Falle zu locken. Er erzürnt Superman und lässt diesen dann von Metallo, einen anderen Widersacher Supermans angreifen (und filmt dieses Aufeinandertreffen). Nur mit Batmans Eingreifen gelingt beiden die Flucht vor Metallo. Am nächsten Tag wird in den Nachrichten über Metallos Tod berichtet (und ein Bild seiner Leiche gezeigt), wobei Luthor durch das Bereitstellen der Filmaufnahmen des Kampfes des wütenden Supermans mit Metallo Superman als Mörder Metallos denunziert und Superman sowie dessen Helfer Batman damit zu Staatsfeinden (engl. Public Enemies) werden. Nun müssen Superman und Batman sowohl Supermans Unschuld nachweisen, als auch die Erde vor der Zerstörung durch den Kryptonit-Meteor bewahren. Dabei bedienen sie sich der Hilfe des hyperintelligenten Toyman, der einen Weg gefunden hat, den Meteor mit einer selbstkonstruierten Rakete zu zerstören. Als Luthor Amanda Waller offenbart, dass er gar nicht (mehr) vorhat die Erde zu retten, sondern stattdessen aus den Trümmern der Zivilisation eine neue Welt unter seiner Führung zu erschaffen und Batman Major Force (nach dem Batman und Superman, um dies herauszufinden, gegen eine Reihe von Meta-Wesen kämpfen mussten) dazu bringt zuzugeben, dass er und nicht etwa Superman Metallo getötet hat, ist Supermans Name reingewaschen. Luthor versucht noch mittels seines Kampfanzuges zu verhindern, dass Superman und Batman die rettende Rakete starten, wird allerdings von Superman besiegt. Dabei wird jedoch die automatische Steuerung der Rakete zerstört, so dass Batman aus Zeitgründen noch während des Kampfes zwischen Superman und Luthor die Rakete manuel zum Meteor fliegt, ohne Aussicht auf eine Rückkehrmöglichkeit. Als Superman registriert, dass Batman sich zur Rettung der Erde geopfert hat, wird er so wütend, dass Luthor seinen, wie er ausdrücklich sagt, „besten Freund“ auf dem Gewissen hat, dass er Luthor kampfunfähig machen kann. Toyman erklärt Superman schließlich, dass es noch eine Möglichkeit gibt, dass Batman noch lebt. Als Superman in den Weltraum fliegt, findet er dort den noch lebenden Batman in einer Rettungskapselsektion der Rakete vor. Er bringt ihn zurück zur Erde, wo Luthor inzwischen seines Amtes enthoben und festgenommen wird.

## Hintergrund
- Der Film ist der sechste direkt von DC bzw. Warner Bros. Animation produzierte Zeichentrickfilm.
- Anknüpfend an diesen Film entstand 2010 Superman/Batman: Apocalypse, welcher ebenfalls einen gleichnamigen Handlungsstrang der Comic-Vorlage Superman/Batman adaptiert.
- Obwohl der Film ausdrücklich nicht zum Canon des DC Animated Universe (DCAU) zählt, nehmen im englischen Original zahlreiche Synchronsprecher des DCAU ihre Rollen wieder auf. Ähnlich ist es in der deutschen Fassung, in der Eberhard Haar, der schon seit Batman (Zeichentrickserie) über die folgenden Serien Batman of the Future und Die Liga der Gerechten hinweg die Rolle des Batman gesprochen hat.

## Synchronisation
| Figur               | (Englische) Originalsynchronstimme | Deutsche Synchronstimme |
| ------------------- | ---------------------------------- | ----------------------- |
| Batman/Bruce Wayne  | Kevin Conroy                       | Eberhard Haar           |
| Superman            | Tim Daly                           | Ingo Albrecht           |
| Lex Luthor          | Clancy Brown                       | Thomas Petruo           |
| Power Girl          | Allison Mack                       |                         |
| Metallo/John Corben | John C. McGinley                   | Klaus Lochthove         |
| Captain Atom        | Xander Berkeley                    | Uwe Büschken            |
| Major Force         | Ricardo Chavira                    | Gerald Paradies         |
| Amanda Waller       | CCH Pounder                        | Regina Lemnitz          |